# Gustave-Hippolyte Roger
Gustave-Hippolyte Roger (ur. 17 grudnia 1815 w Saint-Denis, zm. 12 września 1879 w Paryżu) – francuski śpiewak operowy, tenor.

## Życiorys
Ukończył studia w Konserwatorium Paryskim. Zadebiutował w 1838 roku na deskach paryskiej Opéra-Comique jako Georges w operze L’éclair Jacques’a Fromentala Halévy’ego. Brał udział w licznych premierach, m.in. Régine Adama (1839), Le duc d’Olonne Aubera (1842), Les mousquetaires de la reine Halévy’ego (1846). Był wykonawcą partii tytułowej w prapremierowym przedstawieniu koncertowym Potępienia Fausta Hectora Berlioza (1846). Od 1848 roku występował na deskach Opéra de Paris, gdzie uczestniczył w prawykonaniu Proroka Giacoma Meyerbeera (1849). Odniósł sukcesy koncertami w Niemczech (Berlin 1851 i 1859, Drezno 1851, Hamburg 1851–1852, 1854 i 1857). W 1859 roku na skutek przypadkowego postrzału na polowaniu przeszedł amputację prawej ręki. W 1862 roku zakończył karierę sceniczną i poświęcił się pracy pedagogicznej, od 1868 roku prowadził klasę śpiewu w Konserwatorium Paryskim.
Opublikował autobiografię Le garnet d’un ténor (Paryż 1880).